# Callisthene dryadum
Callisthene dryadum är en tvåhjärtbladig växtart som beskrevs av Duarte. Callisthene dryadum ingår i släktet Callisthene och familjen Vochysiaceae. Inga underarter finns listade i Catalogue of Life.